# Pukapuka
Pukapuka – atol wchodzący w skład Północnych Wysp Cooka, należący administracyjnie do terytorium zależnego Nowej Zelandii – Wyspy Cooka. Atol stanowi jednocześnie jednostkę administracyjną o takiej samej nazwie.
Atol ma powierzchnię 1,3 km², a zamieszkany jest przez 444 mieszkańców (dane na 2016 rok). W skład atolu wchodzą 3 większe wyspy (Pukapuka, Motu Ko i Motu Kotawa) oraz 13 drobnych wysepek. Na wyspie Motu Ko znajduje się również lotnisko.
Na atolu znajduje się 9 miejscowości. Na wyspie Pukapuka położone są Roto (zamieszkana przez 71 osób), Ngake, Yato. Na wyspie Motu Ko położone są Matau Tu, Te Yionga o Te Pewu, Ko Wangawanga, Te A, Ko Raro.  Na wyspie Motu Kotawa położona jest zaś Te Awanga.
Atol został odkryty w 1765, a od 1888 wraz z innymi wyspami archipelagu stanowi protektorat brytyjski, zwany od 1891 Cook Islands Federation. W 1901 atol wraz z całymi Wyspami Cooka został przekazany Nowej Zelandii. Od początku XX wieku do atolu roszczenia zgłaszały Stany Zjednoczone. W 1980 roku został podpisany traktat pomiędzy Nową Zelandią a Stanami Zjednoczonymi, na mocy którego Stany Zjednoczone uznały zwierzchność Nowej Zelandii nad wyspami.

## Demografia
Liczba ludności zamieszkującej atol Pukapuka:
| 1971 | 1976 | 1981 | 1986 | 1996 | 2001 | 2006 | 2011 | 2016 |
| ---- | ---- | ---- | ---- | ---- | ---- | ---- | ---- | ---- |
| 732  | 785  | 797  | 761  | 779  | 644  | 507  | 451  | 444  |

Od połowy XX wieku, pomimo wysokiego przyrostu naturalnego, liczba ludności na atolu spada. Głównym powodem takiego stanu rzeczy jest emigracja zarobkowa na największą i najludniejszą spośród Wysp Cooka Rarotongę oraz do Nowej Zelandii.